# Jacques Faivre (football)
Pour les articles homonymes, voir Faivre.
Jacques Faivre (aussi appelé « Jackie » ou « Jacky »), né le 25 novembre 1932 à Bourg (aujourd'hui Bourg-en-Bresse) et mort le 12 août 2020 à Viriat (Ain), est un footballeur international français.
Il a évolué au poste d'ailier gauche durant toute sa carrière qui a duré 13 ans (de 1950 à 1963). Il compte deux sélections en équipe de France ; il a marqué 2 buts dans ces périodes.

## Carrière
Formé au FC Sochaux Montbéliard au sein de la promotion 1951, il s'y impose progressivement. Il dispute son premier match en 1951 mais ne joue de façon régulière qu'à partir de 1954-1955, après un prêt au Besançon RC, en D2.
En 1956, il rejoint l'OGC Nice, qualifié pour la Coupe des clubs champions européens. Il fait des bons débuts dans son nouveau club. Il inscrit un doublé contre les Danois d'Aarhus le 27 septembre, puis deux buts en deux matchs face au Rangers FC, battu en match d'appui. Finalement, les Niçois sont battus par le Real Madrid CF en quart de finale. En 1959, Nice est de nouveau champion de France, et Faivre brille de nouveau en Coupe d'Europe, inscrivant trois buts contre Shamrock Rovers et Fenerbahçe, portant son total à sept buts en C1. En 1957-1958, il réalise une année quasi blanche (un très grave accident faillit interrompre sa carrière). 
En 1960, Faivre signe au Stade rennais. Pour sa première saison, il dispute 37 des 38 matchs de championnat. Il manque son seul match en janvier pour cause de grippe. Portant successivement les numéros de maillot 7, 9 et 10, il inscrit 20 buts et termine 5e meilleur buteur de D1 (ex æquo avec Hector De Bourgoing). Au tout début de la saison 1961-1962, il rejoint l'AS Saint-Étienne. 
En septembre et octobre, il dispute ses deux premiers matchs en équipe de France de football. Auteur pour ses débuts d'un doublé contre la Finlande, sur des passes de Jean-Jacques Marcel et Lucien Muller, en match qualificatif pour la Coupe du monde 1962, il est ensuite de la défaite en Belgique et ne reportera pas le maillot bleu. 
Son nouveau club remporte la coupe de France de football (dont il ne joue pas la finale) mais se trouve relégué en D2,. Pour sa dernière saison professionnelle, en 1962-1963, il remporte avec l'ASSE le championnat de D2 et découvre la Coupe d'Europe des vainqueurs de coupe, au cours de laquelle il inscrit deux buts en quatre rencontres.

## Statistiques
| Saison      | Club             | Pays   | Division  | Championnat         | Coupe d'Europe             | Équipe de France  |
| ----------- | ---------------- | ------ | --------- | ------------------- | -------------------------- | ----------------- |
| 1950 - 1951 | FC Sochaux       | France | D1 / 12em | 3 matchs / 1 but    | -                          | -                 |
| 1951 - 1952 | FC Sochaux       | France | D1 / 12e  | 2 matchs / 0 but    | -                          | -                 |
| 1952 - 1953 | Besançon RC      | France | D2 / 5e   | 19 matchs / 8 buts  | -                          | -                 |
| 1953 - 1954 | FC Sochaux       | France | D1 / 11e  | 20 matchs / 4 buts  | -                          | -                 |
| 1954 - 1955 | FC Sochaux       | France | D1 / 5e   | 23 matchs / 10 buts | -                          | -                 |
| 1955 - 1956 | FC Sochaux       | France | D1 / 11e  | 16 matchs / 4 buts  | -                          | -                 |
| 1956 - 1957 | OGC Nice         | France | D1 / 13e  | 28 matchs / 13 buts | 7 matchs / 4 buts (1/4 C1) | -                 |
| 1957 - 1958 | OGC Nice         | France | D1 / 13e  | 3 matchs / 0 but    | -                          | -                 |
| 1958 - 1959 | OGC Nice         | France | D1 / 1er  | 15 matchs / 2 buts  | -                          | -                 |
| 1959 - 1960 | OGC Nice         | France | D1 / 9e   | 25 matchs / 7 but   | 3 matchs / 3 buts (1/4 C1) | -                 |
| 1960 - 1961 | Stade rennais    | France | D1 / 14e  | 37 matchs / 20 buts | -                          | -                 |
| 1961 - 1962 | Stade rennais    | France | D1 / 12e  | 4 matchs / 0 but    | -                          | -                 |
| 1961 - 1962 | AS Saint-Étienne | France | D1 / 17e  | 16 matchs / 6 buts  | -                          | 2 matchs / 2 buts |
| 1962 - 1963 | AS Saint-Étienne | France | D1 / 1er  | 24 matchs / 10 buts | 4 matchs / 2 buts (1/8 C2) | -                 |

## Palmarès
- Vainqueur du championnat de France de football : 1959 (OGC Nice)
- Vainqueur du championnat de France de football D2 : 1963 (AS Saint-Étienne)